# Candice Adea
Candice Adea (9 november 1986) is een Filipijns ballerina. 

## Carrière
Candice Adea begon op 4-jarige leeftijd met dansen. Op 9-jarige leeftijd verdiende ze een beurs voor de Cultural Center of the Philippines (CCP) Dance School, waar ze les kreeg van Nonoy Froilan, Victor Ursabia, Ronilo Jaynario en Veronique Duma-Berdin. In deze periode deed ze tweemaal mee aan de Asia-Pacific Ballet Competition. De tweede keer behaalde ze finale in de Japanse hoofdstad Tokio. Ze behaalde haar diploma met een Artistic Excellence Award en een Maria Makiling Scholarship Award en behaalde aansluitend haar Bachelor of Arts in Dans aan het De La Salle—College in Saint Benilde. Andea danst sinds 2004 bij Ballet Philippines. In 2010 won ze een zilveren medaille bij de USA International Ballet Competition in Jackson, Mississippi. In juni 2012 won ze de eerste prijs in de Helsinki International Ballet Competition, een prestigieuze balletcompetitie met 69 ballerina's vanuit de hele wereld.